# راندا جو پتی
راندا جو پتی (انگلیسی: Rhonda Jo Petty؛ زاده ۳۰ مارس ۱۹۵۵) بازیگر پورنوگرافی اهل ایالات متحده آمریکا است.